# توربين تسلا

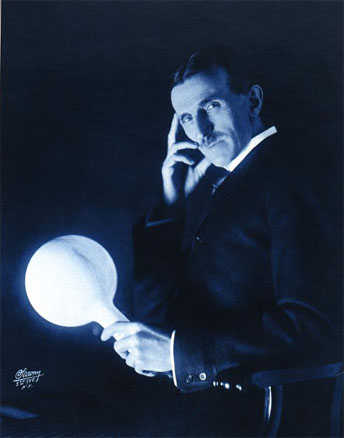
نيكولا تسلا

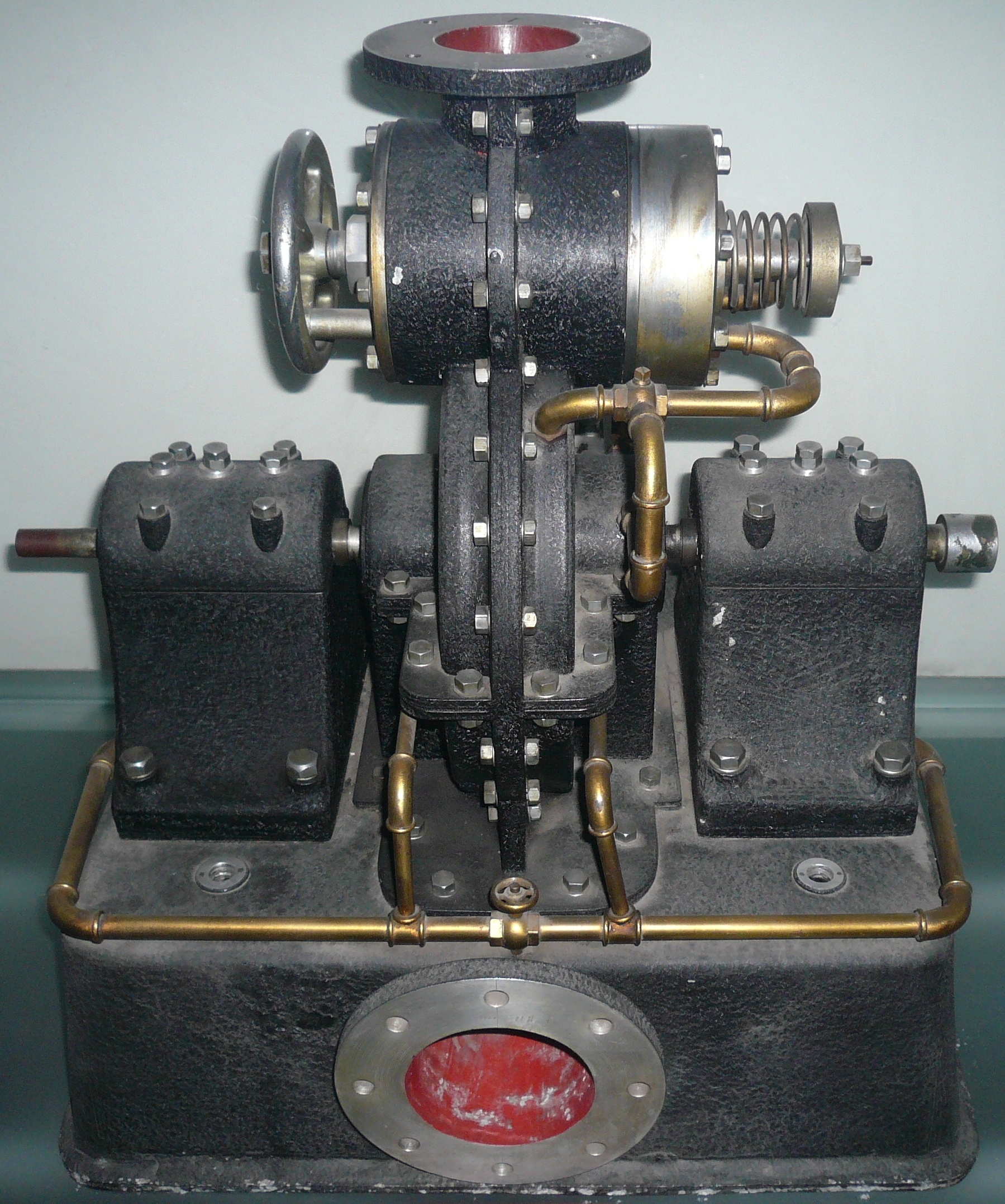
توربين تسلا في متحف نيكولا تسلا.

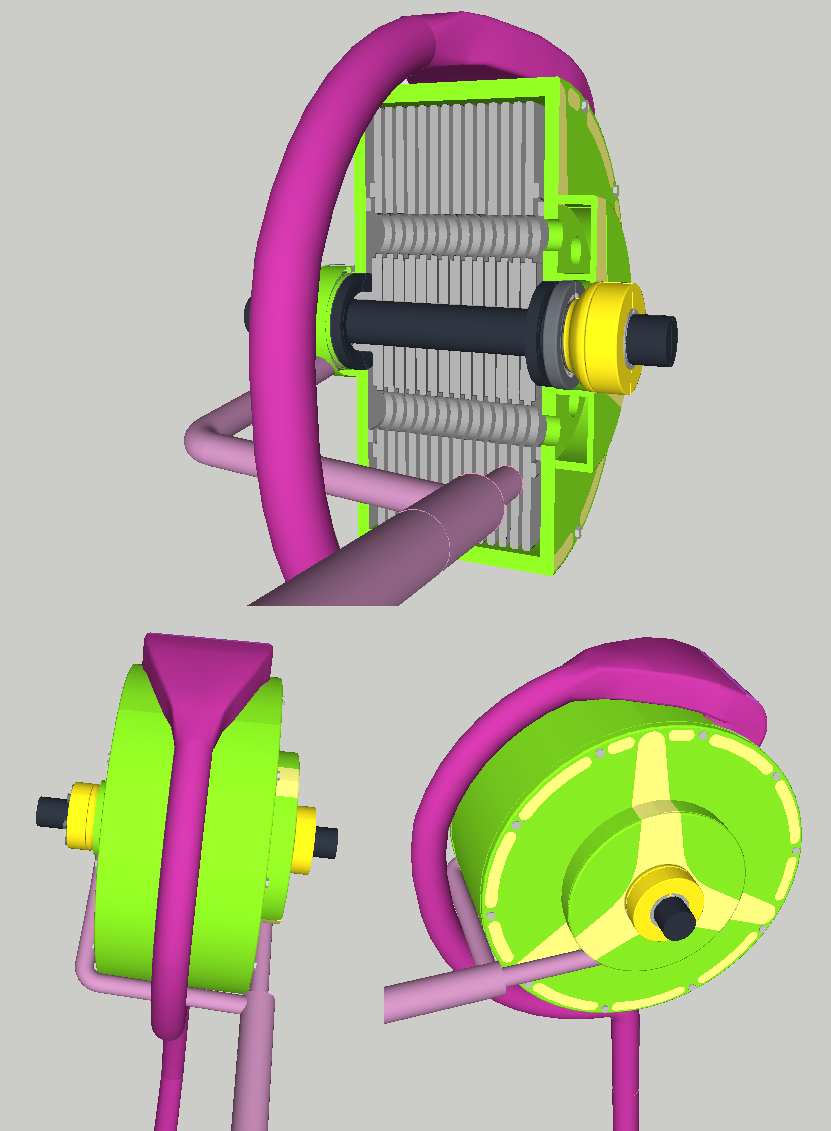
توربين تسلا

تربينة تسلا هي تربينة مركزية السريان خالية من الريش، اخترعت بواسطة نيكولا تسلا في 1913. تعرف أيضا تربينة تسلا بتربينة الطبقة الحدية و التربينة المتماسكة وتربينة طبقة براندتل (نسبة إلى لدويج براندتل) لأنها تستخدم تأثير الطبقة الحدية وليس ارتطام المائع بالريش كما في التربينة التقليدية.

و لقد أشار إليها باحثون الهندسة الحيوية على أنها مضخة طرد مركزي متعددة الأقراص الدوارة.

و تعتبر الطاقة الحرارية الجوفية الموصوفة في «قوتنا المحركة المستقبلية» -أحد كتابات تسلا- أحد الأسباب الدافعة لتسلا لتنفيذ هذه التربينة.

## الوصف
تتكون تربينة تسلا من أقراص دوارة سلسة، بها فوهات تنقل المائع المتحرك إلى حافة القرص الدوار. يٌسحب المائع على القرص بفعل اللزوجة وتماسك الطبقة السطحية للمائع.

و بينما يتباطئ المائع ويضيف طاقته إلى القرص الدوار، فإنه يدور بشكل دوامي في اتجاه فتحة الخروج الموجودة في مركز القرص الدوار.  و حيث أن القرص الدوار ليس له أي بروز فإنه يدور بشكل ثابت.

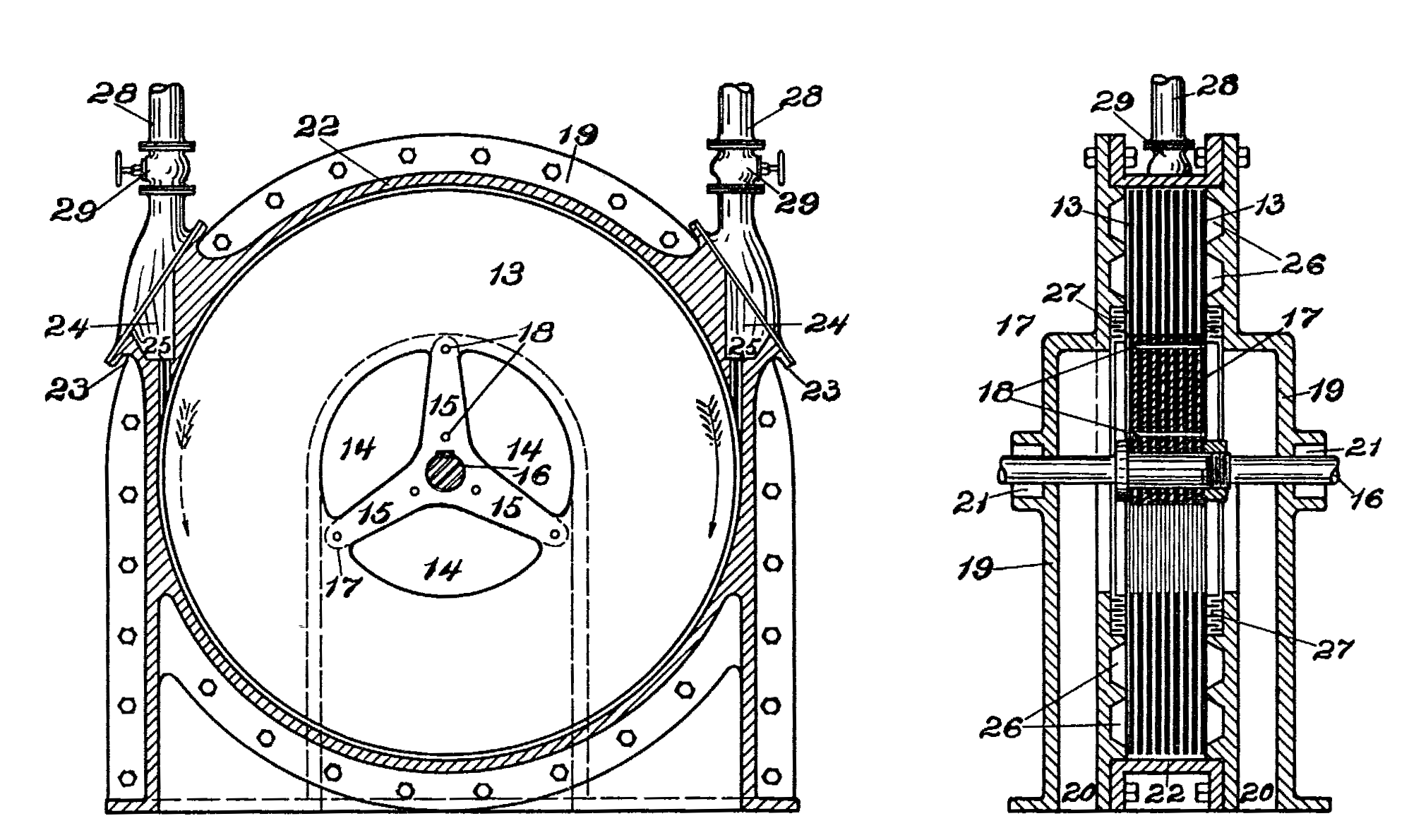
مسقط لتصميم تربينة تسلا الخالية من الريش.

كتب تسلا، «هذه التربينة هي محرك ذاتي البدء، ذو كفاءة، يمكن أن يعمل بالبخار أو مائع مختلط، بدون أي تغيير في التصميم، وتكون ملائمة جدا لذلك. وتحدد الانحرافات الثانوية للتربينة طبقا لظروف الاستخدام في كل حالة، ولكن بشكل عام ستكون التربينة مربحة جدا لمالكي محطات الطاقة البخارية بينما ستسمح لهم بالإبقاء على تصاميم المحطة القديمة. بينما تتحقق أفضل النتائج الاقتصادية في تنمية الاستفادة من طاقة البخار عن طريق تربينة تسلا التي سوف تكون ضمن محطات الطاقة خصوصا المصممة لهذا الغرض»

يمكن أيضا أن تستخدم هذه التربينة في محطات الطاقة حيث يتم تكثيف البخار الخارج من التربينة.  في هذه الحالة وبفضل نسبة التمدد المرتفعة، يكون خليط العادم الخارج من التربينة عند درجة حرارة منخفضة نسبيا ويصبح مناسبا للدخول إلى المكثف.  يجب أيضا أن يستخدم وقود أفضل من حيث الجودة بالإضافة إلى مضخات معينة مناسبة، لكن هذا سيؤدي إلى رفع التكلفة الاقتصادية.
يتم تثبيت الأقراص على جلبة معدنية  مسنونة من كلا طرفيها وعليها صواميل وحلقات معدنية لتثبيت الأقراص السميكة والضغط عليها معا، تكون الجلبة المعدنية مجوفة ويتم تثبيتها على العمود الدوار.
يسمح هذا  التركيب بتمدد وانكماش كل قرص تحت التاثير المتغير للحرارة وقوة الطرد المركزي، كما يملك العديد من المميزات الأخرى التي تحظى بأهمية عملية. تزداد القدرة الناتجة كلما زادت مساحة القرص، كما تتحسن الكفاءة أيضا. يتم التخلص من التشوه الناتج عن الحرارة كما يمكن ترك تسامحات صغيرة من الجانب، ويؤدي ذلك إلى الحد من التسرب والمفاقيد الاحتكاكية.
يتم ملائمة العمود الدوار للإتزان الديناميكي ويتلاشى أي مؤثرات تؤثر على إتزانه من خلال مقاومة الإحتكاك مما يجعله يدور بسرعة وسلاسة. لذلك السبب ولأن الأقراص لا تكون مربوطة بقوة، يتم حمايتها من التحطم نتيجة الإهتزاز أو السرعة الزائدة.

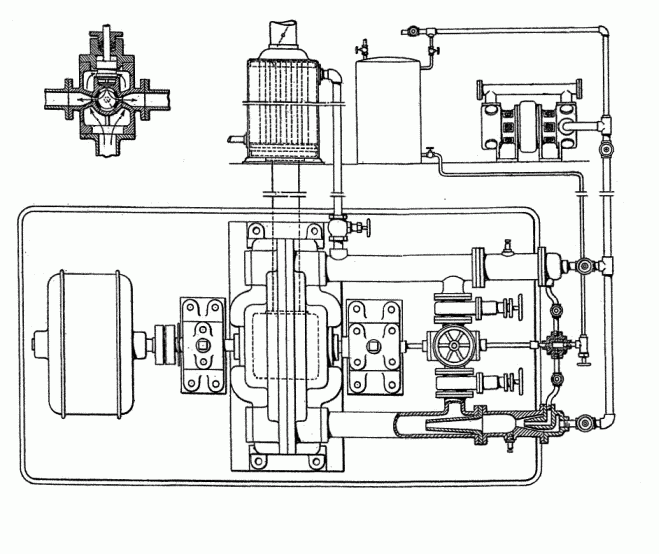
مسقط لمكونات نظام توربين تسلا

لتربينة تسلا ميزة العمل ضمن تركيب يعمل باستخدام خليط من البخار ونواتج الإحتراق، حيث يمكن استخدام حرارة العادم في إمداد التربينة بالبخار اللازم،

و يتم التحكم في درجات الحرارة والضغوط المناسبة لظروف التشغيل عن طريق التحكم في إمداد كمية البخار باستخدام صمام. 
كما في الرسم التخطيطي، فإن تربينة تسلا:
1. يمكن بداية تشغيلها باستخدام البخار فقط.
2. يتم ملائمة نوع القرص الدوار للعمل مع موائع عند درجة حرارة مرتفعة.

لكي تكون تربينة تسلا ذات كفاءة يجب أن تكون المسافة الفاصلة بين الأقراص وبعضها صغيرة جدا، على سبيل المثال في الأنواع العاملة بالبخار تكون المسافة بين الأقراص 0.4 مم (0.16 بوصة). كما يجب أن تكون الأقراص ناعمة جدا لتقليل المفاقيد الناتجة عن الإجهادات السطحية وإجهادات القص. يجب أيضا أن تكون الأقراص قليلة السٌمك لتجنب السحب واضطراب المائع عند حواف القرص. وللأسف منع الأقراص من التشوه والانحراف كان تحديا كبيرا في زمن تسلا. ويعتقد أن عدم القدرة على منع انحراف وتشوه الأقراص آنذاك أدى إلى فشل هذه التربينات تجاريا، حيث لم تكون متوافرة التكنولوجيا المعدنية اللازمة لإنتاج أقراص ذات جودة وصلابة في ذلك الوقت.

## مضخة
يمكن استخدام نفس الجهاز كمضخة، إن تم استخدام نفس الأقراص الدوارة وغلاف بشكل منحني (عكس الشكل الدائري المستخدم للتوربين). عند إجراء هذا التعديل يتم توصيل محرك بالعمود الدوار لإدارة المضخة. يدخل المائع بالقرب من المركز، تزداد طاقته نتيجة تحويل الطاقة الميكانيكة للأقراص إليه، ثم يخرج من محيط المضخة. 
لا تستخدم تربينة تسلا الاحتكاك بالمعنى التقليدي، لكنها تتجنبه، وتستخدم بدلا من ذلك قوة التماسك (تأثير كواندا) واللزوجة. كما تستخدم تأثير الطبقة الحدية على ريش القرص الدوار.
في البداية اقترحت الأقراص الدوارة الناعمة ولكنها أعطت عزم دوران قليل لبداية التشغيل، ثم اكتشف تسلا أن استخدام أقراص دوارة ناعمة مع حلقات معدنية صغيرة في 12-24 موضع مختلف حول قرص 10 بوصة، وحلقة أخرى مع 6-12 حلقة معدنية أظهر تحسنا ملحوظا في عزم بداية التشغيل، لكن بدون تأثير على الكفاءة.

## التطبيقات
نصت براءة إختراعتسلا أن هذا الجهاز اخترع لإستخدام الموائع كمواد محركة، للتمييز عن الاستخدام للدفع أو لضغط الموائع (برغم أن الجهاز يمن إستخدامه لهذه الأغراض). اعتبارا من عام 2006، لم تكن تربينة تسلا واسعة الانتشار تجاريا منذ اختراعها، ومع ذلك كانت مضخة تسلا متاحة تجاريا منذ عام 1982

 و استخدمت لضخ الموائع اللزجة والحساسة لإجهاد القص والمحتوية على مواد صلبة وأي موائع  من الصعب ضخها بالمضخات الأخرى. 
لم يحصل تسلا نفسه على عقد كبير للإنتاج، حيث كما ذكرنا من قبل، كان العيب الرئيسي في زمنه، فقر المعرفة بتكنولوجيا المعادن وخصائصها وتصرفاتها عند درجات الحرارة المرتفعة. 
و اليوم لا تستطيع أفضل تكنولوجيا المعادن أن تمنع أقراص التربينة من التحرك أو التشوه بشكل غير مقبول أثناء التشغيل.
في عام 2003، حصل سكوت أوهيرين على براءة إختراع لنظام التربينة النصف قطرية ذات الريش.  استخدم هذا النظام مزيج من مفاهيم السطح الأملس للقرص الدوار لمائع تشغيل لا احتكاكي عند التلامس وإسقاط الريش محوريا بشكل مستعرض لوجوه القرص الدوار.
اليوم، أجريت العديد من تجارب الهواة في هذا المجال باستخدام توربينات تسلا التي تستخدم الهواء المضغوط، أو البخار كمصدر لطاقتها (يتم توليد البخار عن طريق الحرارة المتولدة من حرق الوقود، من شاحن توربيني لعربة أو من الإشعاع الشمسي).
تم حل مشكلة تشوه الأقراص الدوارة، جزئيا عن طريق استخدام بعض المواد الجديدة مثل ألياف الكربون. على سبيل المثال كل من طائر الفينيق للملاحة والإرشاد , وإل إل سي العالمية للطاقة والتربينات
، استخدموا أقراص دواره مصنوعه من ألياف الكربون في تصاميمهم لتربينة تسلا.
تطبيق آخر مقترح للجهاز هو استخدامه كمضخة نفايات، في المصانع والمطاحن، حيث تنسد المضخات التوربينة العادية.
و لقد أسفرت تطبيقات تربينة تسلا عن نتائج واعدة كمضخة طرد مركزيللدم متعددة الأقراص.

كما استمرت البحوث الهندسية الطبية الحيوية على مثل هذه التطبيقات في القرن الواحد وعشرين.

في عام 2010, صدرت براءة الاختراع رقم 7695242 في الولايات المتحدة لهوارد فولر، لتربينة رياح أسست بناء على تصميم تسلا.

## الكفاءة والعمليات الحسابية
في زمن تسلا، كانت كفاءة التوربينات التقليدية منخفضة حيث لم تكن متوافرة آنذاك نظرية الديناميكا الهوائية اللازمة لتصميم ريش فعالة إضافة لانخفاض جودة المواد المتاحة لتصنيع هذه الريش مما يضع حدود صارمة لسرعات التشغيل ودرجات الحرارة.
ترتبط كفاءة التربينة التقليدية بفرق الضغط بين مدخل ومخرج التربينة، وحيث أن تربينة تسلا كان يمكنها أن تعمل عند درجات حرارة مرتفعة للغازات أكبر من التوربينات التقليدية ذات الريش فإن ذلك يمكن أن يؤدي لكفاءة أكبر لها.
مع مرور الوقت، أصبحت التوربينات المحورية المنافسة للأنواع الأخرى أكثر كفاءة وقدرة بشكل درامي، كما ظهرت مجموعة ثانية من تروس التخفيض في السفن المتطورة والحديثة للأسطول الأمريكي عام 1930.

أيضا أدت التحسينات في تكنولوجيا البخار إلى إعطاء حاملات الطائرات الأمريكية ميزة السرعة عن حاملات طائرات الحلفاء والأعداء، ولذلك أصبحت التربينة المحورية الخيار المفضل للدفع حتى حدوث الحظر النفطي عام 1973.

أدت أزمة النفط إلى لجوء غالبية السفن المدنية الجديدة إلى محركات الديزل بدلا من التوربينات البخارية، كما لم تتجاوز كفاءةالتوربينات المحورية 50% آنذاك، ولذلك اختارت السفن المدنية استخدام محركات الديزل نظرا لكفاءتها العالية. 
بمرور الوقت أصبح عمر تربينة تسلا الكفؤ نسبيا يتجاوز 60 عاما.

حاولت تربينة تسلا تلاشي العيوب الرئيسية للتربينة المحورية ذات الريش، حتى أن التقديرات المنخفضة لكفائتها مازالت أفضل من كفاءة التوربينات البخارية المحورية الموجودة اليوم. ومع ذلك، فإنه في الاختبارات الفعلية، كانت كفاءة التمدد لتربينة تسلا أقل من التوربينات البخارية وأقل من المحركات البخارية أيضا.
لتربينة تسلا أيضا بعض المشاكل، مثل مفاقيد اجهاد القص وقيود السريان، لكن هذا يمكن التغاضي عنه بسبب الانخفاض النسبي في وزن وحجم التربينة.
و تكمن بعض من مميزات تربينة تسلا في التطبيقات ذات معدل السريان المنخفض نسبيا، أو في التطبيقات الصغيرة.
يجب أن تكون أقراص التربينة قليلة السمك بقدر ما يمكن عند الحواف، لتجنب اضطراب سريان المائع عند الخروج. وهذا يفسر الحاجة إلى زيادة عدد أقراص التربينة بزيادة معدل سريان المائع.
تتحقق أقصى كفاءة في هذا النظام عندما تكون المسافة الداخلية الفاصلة بين الأقراص مساوية لسُمك الطبقة الحدية، وحيث أن سُمك الطبقة الحدية يعتمد على الضغط واللزوجة، فإن الإدعاء بأن تصميما واحدا يُمكن أن يعمل بكفاءة مع أنواع مختلفة من الوقود والموائع، هو إدعاء غير صحيح.
تختلف تربينة تسلا عن التربينة التقليدية في كيفية انتقال الطاقة إلى العمود الدوار.
وضحت عدة تحليلات أنه يجب أن يبقى معدل سريان المائع بين الأقراص منخفض نسبيا، لكي تتحقق الكفاءة.
و يقال أن كفاءة تربينة تسلا، تنخفض مع زيادة الحِمل. في حالة الحِمل الخفيف، تكون الحركة الدوامية للمائع من المدخل إلى المخرج، دوامة ضيقة تمر بالعديد من الدورات. مع ارتفاع الحِمل، تنخفض الدورات للدوامة، وتصبح الدومة أقصر تدريجيا.
و هذا سيؤدي لزيادة المفاقيد الناتجة عن اجهاد القص، وسيقلل الكفاءة أيضا، لأن الغاز يتلامس مع الأقراص لمسافة أقل.
الكفاءة هي دالة في القدرة الناتجة.  تتحقق الكفاءة المرتفعة مع الأحمال المتوسطة، بينما في حالة الأحمال المرتفعة جدا، فإن الكفاءة تنخفض، نظرا لزيادة الانزلاق في التربينة.
أما في حالة الأحمال المنخفضة جدا، فإنه يتم استخراج جزء بسيط من قدرة التربينة، مما يقلل الكفاءة (إلى صفر نظريا). هذا الأمر لا يقتصر على تربينة تسلا فقط.
تقدر كفاءة تربينة تسلا الغازية بما يزيد عن 60%، وتصل إلى 95% بحد أقصى.
يجب الأخذ في الاعتبار اختلاف كفاءة التربينة  -كفاءة ميكانيكية- عن كفاءة دورة المحرك -كفاءة حرارية- المستخدم للتربينة.
تبلغ كفاءة التوربينات المحورية، التي تعمل اليوم في محطات الطاقة البخارية أو المحركات النفاثة، حوالي 60_70% (بيانات توربينات سيمينز).
و يختلف هذا عن كفاءات دورة المحطة أو المحرك، التي تقع بين 25% و 42% تقريبا، وتكون محدودة بسبب المفاقيد، التي تجعلها تنخفض عن كفاءةدورة كارنوت المثالية.
زعم تسلا أن النسخة البخارية للتربينة، ستحقق كفاءة  حوالي 95%.

أسفرت نتائج الاختبارات الفعلية لتربينة تسلا البخارية في وستنجهاوس عن معدل سريان للبخار يبلغ 38 رطل لكل وحدة قدرة حصانية في الساعة، عند كفاءةللتربينة حوالى 20% تقريبا، بينما تحقق التوربينات التقليدية دائما، كفاءة تزيد عن 50%.
تعتبر الكفاءة الديناميكية الحرارية مقياس لكيفية أداء التربينة بالنسبة للحالة الأيزنتروبية. وتعرف أنها النسبة بين الشغل المثالي إلى الشغل الحقيقي للتربينة.
بشكل عام تعرف كفاءة التربينة  -كفاءة حرارية- على أنها النسبة بين مقدار التغير النظري في المحتوى الحراري (الانثالبي) إلى مقدار التغير الفعلي، لنفس التغير في الضغط.
في عام 1950، سعى وارين ريس إلى إعادة تجارب تسلا، لكنه لم يقم بتلك التجارب المبكرة على مضخة بُنيت بتطابق مع تصميم تسلا.

كان الهواء هو مائع التشغيل لنظام وارين رايس أحادي المرحلة. بلغت الكفاءة الكلية  36-41%  للمرحلة الواحدة في التقارير المبكرة المنشورة عن توربينات اختبار رايس.
و يعتقد أن التربينة كانت لتحقق كفاءة أكبر إذا صممت مثل التصميم الأصلي الذي وضعه تسلا.
أجرى رايس في عمله النهائي مع توربينات تسلا، قبل تقاعده، تحليل كبير للمتغيرات في تجربة نموذج سريان رقائقي في تربينة متعددة الأقراص.
و في عام 1991 نُشرت أوراق عن كفاءة العضو الدوار (على نقيض الكفاءة الكلية للألة) كان عنوانها «ألة تسلا التوربينية».
جاء في هذه الأوراق:

تصل كفاءة التوربينات الحديثة متعددة المراحل ذات الريش إلى 60-70%، بينما تحقق التوربينات البخارية الكبيرة كفاءة تتجاوز 90% عمليا.  و من المتوقع ان يحقق العضو الدوار حلزوني الشكل -العضو الدوار للمضخة- المتطابق مع ألات تسلا ذات حجم مناسب، كفاءة في حدود 60-70% مع الموائع الشائعة مثل البخار والغاز والماء.

## وصلات خارجية
- جيف هايس، مهندس ريكويل السابق، يشرح كيفية عمل تربينة تسلا
- تربينة تسلا تدور بسرعة 80000 دورة في الدقيقة
- مولد تسلا التوربيني
- نموذج صغير لتربينة تسلا الخالية من الريش
- تربينة الفولاذ المقاوم للصدأ والبولي كربونات
- ابني تربينتك